# مايك بابكوك
مايك بابكوك هو مدرب هوكي جليد كندي، ولد في 29 أبريل 1963 في ساسكاتون في كندا.

## وصلات خارجية
- مايك بابكوك على موقع دوري الهوكي الوطني (الإنجليزية)
- مايك بابكوك على موقع EliteProspects.com (الإنجليزية)
- مايك بابكوك على موقع HockeyDB.com (الإنجليزية)
- مايك بابكوك على موقع أوليمبيديا (الإنجليزية)